# Monte Sparagio
Der Monte Sparagio ist ein Berg im Freien Gemeindekonsortium Trapani, Italien.

## Geografie und Daten
Der Monte Sparagio ist mit 1110 m s.l.m. der höchste Berg im Freien Gemeindekonsortium Trapani in Sizilien und liegt zwischen den Städten Buseto Palizzolo, San Vito Lo Capo und Castellammare del Golfo. Der Name leitet sich wahrscheinlich vom sizilianischen Dialekt, wo Sparagio "Spargel" bedeutet, ab. Der Gipfel des Monte Sparagio ist durch eine kleine, unbefestigte Straße zu erreichen, die hauptsächlich von Wanderern genutzt wird. Für sie lohnt sich ein Aufstieg sehr, da sich auf dem Gipfel ein sehr schönes Panorama bietet.

## Vegetation
Die Vegetation auf dem Monte Sparagio ist durch die jahrhundertelange Haltung von Rindern und Schafen, durch natürliche Feuer, jedoch auch durch Brandrodung geprägt. Auf dem Berg gab es einst große Steineichenwälder, von denen heute nur noch wenige existieren. Die restliche Vegetation ergibt sich aus einer Landschaft aus Geröll und Kräutern.

## Mythologie
Angeblich gab es auf der Spitze des Berges einmal einen flachen, rechteckigen Felsen namens Tavula di Turricianu, an dem der Räuber Pasquale Turriciano seine Bande, mit der er in der Rebellion 1862 gegen die Wehrpflicht gekämpft hat, gebildet haben soll. Die Steinplatte ist inzwischen nicht mehr da; wahrscheinlich musste sie der Funkantenne auf dem Berggipfel weichen.